# Bokusui Wakayama
Pour les articles homonymes, voir Wakayama (homonymie).
Bokusui Wakayama (若山 牧水, Wakayama Bokusui) véritable nom : Wakayama Shigeru (若山 繁), (24 août 1885 (préfecture de Miyazaki) – 17 septembre 1928) est un poète japonais waka naturaliste du début du XXe siècle, à l'époque de la renaissance de la poésie tanka.
Wakayama devient poète de tanka en 1910 sous l'influence d'auteurs comme Tekkan Yosano ou 別離 Betsuri. De ses nombreux voyages au Japon et en Corée alors sous la domination de l'empire japonais, il compose des récits dans le style naturaliste tels que Minakami kikō (みなかみ紀行) en 1924. En compagnie de Maeda Yūgure il rejoint le groupe artistique Shazensō-sha fondé par Saishū Onoe.
Son penchant pour l'alcool (sake) vient à bout de sa santé et il meurt relativement jeune.

## Œuvres

### Recueils de poésie
1. Umi no Koe (海の声?) (juillet 1908)
2. Hitori Uta e Ru (独り歌へる?) (janvier 1910)
3. Betsuri (別離?) (avril 1910)
4. Rojō (路上?) (septembre 1911)
5. Shi ka Gejutsu ka (死か芸術か?) (septembre 1912)
6. Minakami (みなかみ?) (septembre 1913)
7. Shūfū no Uta (秋風の歌?) (avril 1914)
8. Sakyū (砂丘?) (octobre 1915)
9. Asa no Uta (朝の歌?) (juin 1916)
10. Shiraumeshū (白梅集?) (août 1917)
11. Sabishiki Jumoku (さびしき樹木?) (juillet 1918)
12. Keikokushū (渓谷集?) (mai 1918)
13. Kuro Tsuchi (くろ土?) (mars 1921)
14. Yamazakura no Uta (山桜の歌?) (mai 1923)
15. Kuromatsu (黒松?) (septembre 1938)

Au moment de mourir il écrit un poème d'adieu :
Jisei nado

zansetsu ni ka mo

nakarikeri

Un mot d'adieu ?

La neige qui fond

est inodore.

## Hommages
- (8367) Bokusui, astéroïde.